# هضبة دادو
هضبة دادو (بالصينية: 大肚台地)، المعروفة أيضًا باسم جبل دادو أو دادوشان (بالصينية: 大肚山)، هي هضبة تمتد عبر مدينة تايتشونغ، تايوان . يحدها حوض تايتشونغ في الشرق وساحل تايتشونغ في الغرب، وتقع بين نهر داجيا ونهر دادو. الهضبة طويلة وضيقة، ويبلغ طولها حوالي 20 كم وعرض من حوالي 5 إلى 7 كم. يبلغ متوسط ارتفاعها حوالي 151 مترًا فوق مستوى سطح البحر، وتبلغ أعلى قمتها 310 مترًا.

## الغطاء النباتي
تأثرت منصة هضبة دادو بشكل كبير بالزحف البشري، حيث كانت تنتمي في الأصل إلى غابة الأكاسيا، وتضم أنواع النباتات المحلية مثل وردة دادوشان وروزا شينيزيس. وبعد الحريق، حدث تغيير كبير. للتكيف مع هذه البيئة القابلة للاشتعال، جرى استقدام شجرة إبرة الراعي، فمعدل نموها أسرع من معدل نمو نبات الأكاسيا. كما هدد غزو نبات إبرة الراعي بقاء السنط.

## صور

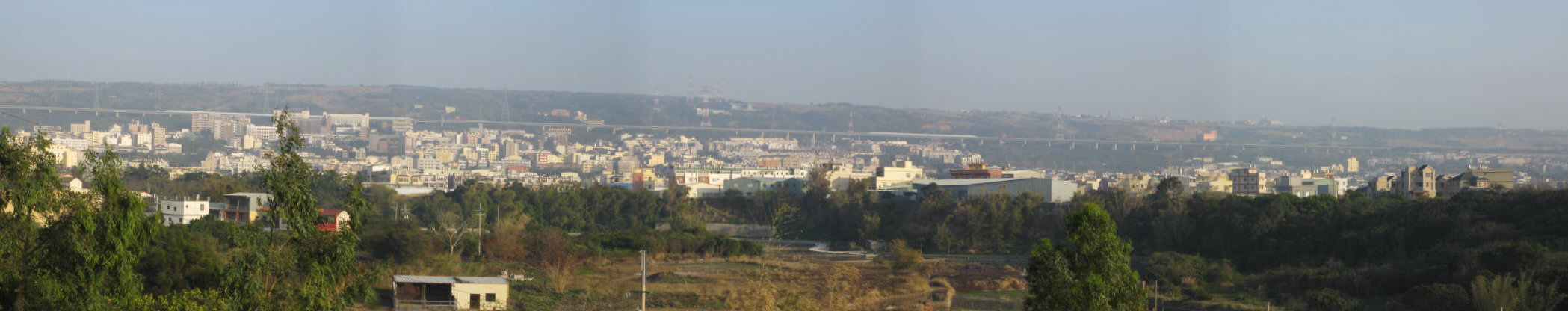
صورة بانورامية على تضاريس جبل دادو من طريق فوتشينج في شالو

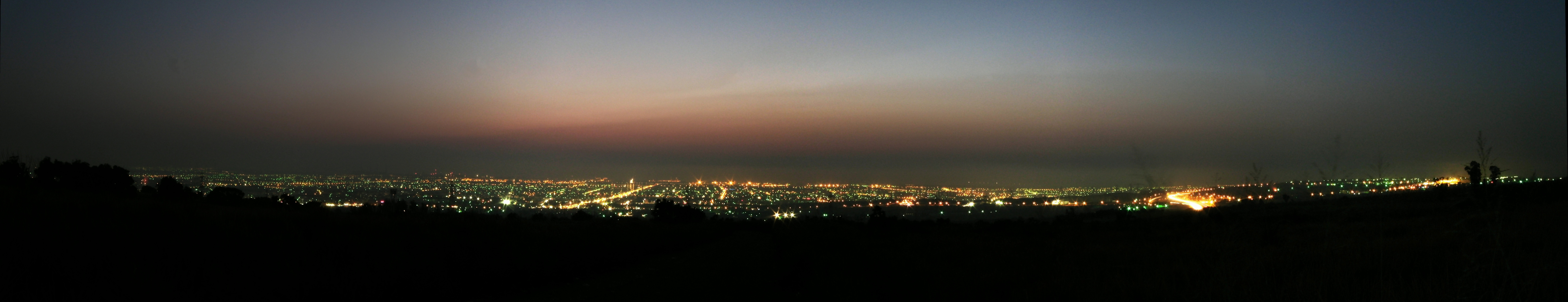
منظر ليلي لميناء تايتشونغ من هضبة دادو

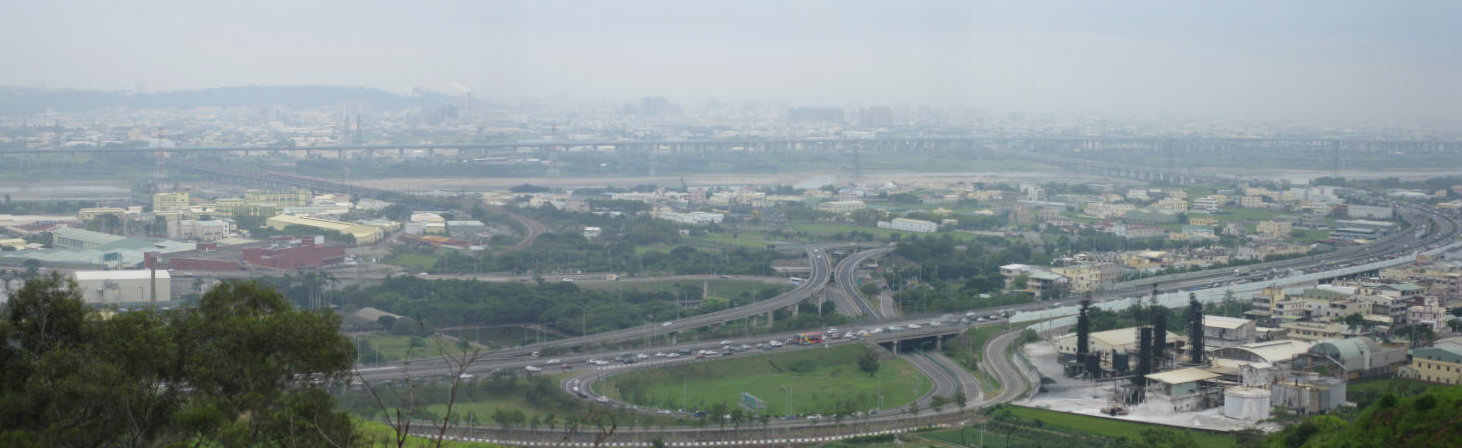
منظر من أعلى لتقاطع وانغتيانغ من هضبة دادو